# Walter Ulbrich
Walter Ulbrich (* 15. Juni 1910 in Metz; † 13. November 1991 in Unterpfaffenhofen) war ein deutscher Fernseh- und Filmproduzent, der oft zugleich auch für Drehbuch, Adaption, Idee, Stoff, Schnitt und Herstellungsleitung verantwortlich zeichnete.

## Leben
Ulbrich studierte Archäologie, Kunstgeschichte und Germanistik und lernte bei der UFA das Filmhandwerk.
Ulbrich, auch „Vater der Adventsvierteiler“ genannt, war zuerst Drehbuchschreiber, u. a. für Helmut Käutners Film Unter den Brücken, und prägte damit einige Kinofilme der Nachkriegszeit, so auch für Wolfgang Staudtes Film Rose Bernd mit Maria Schell in der Hauptrolle.
Anfang der 1960er-Jahre kam Walter Ulbrich auf die Idee, über das Medium Fernsehen Weltliteratur umzusetzen, und zwar nicht in einem Stück, sondern in vier Folgeteilen mit einer Länge von je etwa neunzig Minuten, um so den Stoff dem Publikum in voller Bandbreite zugänglich machen zu können. Diese Art der Produktion erlaubte eine bis dato einzigartige Werktreue.
Mit Ulbrich als Produzenten und Drehbuchautoren kam es zu Fernsehklassikern wie Robinson Crusoe, Die Schatzinsel, Der Seewolf, Die Lederstrumpferzählungen oder Die Abenteuer des David Balfour.

## Filmografie (Auswahl)
- 1942: Der 5. Juni
- 1944/46: Unter den Brücken
- 1949: Wohin die Züge fahren
- 1952: Türme des Schweigens
- 1957: Rose Bernd
- 1958: Solange das Herz schlägt
- 1959: Die Gans von Sedan
- 1959: Raubfischer in Hellas
- 1960: Haut für Haut
- 1961: Schwarzer Kies
- 1964: Die seltsamen und einzigartigen Abenteuer des Robinson Crusoe aus York von ihm selbst berichtet
- 1965:  Die Geschichte des Don Quijote von der Mancha
- 1966: Die Schatzinsel
- 1968: Tom Sawyers und Huckleberry Finns Abenteuer
- 1969: Die Lederstrumpferzählungen
- 1971: Der Seewolf
- 1973: Cagliostro
- 1974: Zwei Jahre Ferien
- 1975: Lockruf des Goldes
- 1976: Michael Strogoff (Der Kurier des Zaren)
- 1977: Das verschollene Inka-Gold
- 1978: Die Abenteuer des David Balfour
- 1979: Mathias Sandorf
- 1980: Tödliches Geheimnis
- 1981: Wettlauf nach Bombay
- 1982: Der schwarze Bumerang
- 1983: Der Mann von Suez